# Jacundá
Jacundá is een gemeente in de Braziliaanse deelstaat Pará. De gemeente telt 56.006 inwoners (schatting 2015).

## Galerij

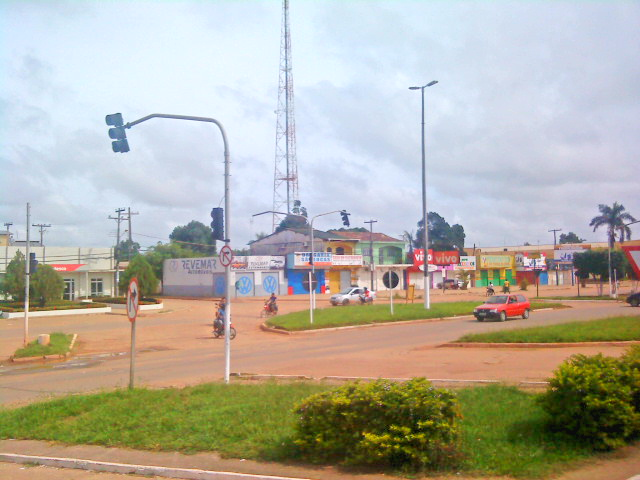
Centrum van Jacundá